# تا ثریا
تا ثریا مجموعه تلویزیونی درام اجتماعی ساختهٔ سیروس مقدم و به تهیه‌کنندگی الهام غفوری محصول سال ۱۳۹۰ دربارهٔ ربا است. نویسنده فیلمنامه این سریال سعید فرهادی است. موسیقی این مجموعه ساخته آریا عظیمی نژاد و خواننده تیتراژ پایانی آن محمد اصفهانی است. این سریال در ۳۰ قسمت ۴۵ دقیقه‌ای در پاییز ۹۰ به روی آنتن رفت.

## عوامل

### بازیگران
| بازیگر            | نقش          |
| ----------------- | ------------ |
| آزیتا حاجیان      | ثریا         |
| مهران احمدی       | رضا          |
| هومن سیدی         | حمید         |
| حسین مهری         | مسعود        |
| لیندا کیانی       | نگین         |
| الناز حبیبی       | الناز        |
| محیا دهقانی       | سحر          |
| ارسلان قاسمی      | پویا         |
| ترلان پروانه      | عسل          |
| همایون ارشادی     | سرهنگ        |
| نسرین نصرتی       | لیلا         |
| پوراندخت مهیمن    |              |
| مریم بوبانی       | بیمار        |
| حمیدرضا هدایتی    | علی          |
| میرطاهر مظلومی    | طلبکار رضا   |
| آتیه جاوید        | طلبکار رضا   |
| مجید سعیدی        | مراد         |
| فرحناز منافی ظاهر | طلبکار رضا   |
| علی صالحی         | همکار مراد   |
| عرفان ابراهیمی    |              |
| پروین میکده       |              |
| صفا آقاجانی       | خانم جلسه ای |
| ساقی زینتی        | خانم جلسه ای |
| کامران ملکی       |              |

### سایر عوامل
مدیر برنامه‌ریزی و دستیار اول کارگردان: برزو نیک‌نژاد، منشی‌صحنه: محسن بهاری، مدیر تصویربرداری: فرشاد گل سفیدی، صدابردار: صالح حبیبی، مرتضی اصلان‌زاده، طراح گریم: مجید اسکندری، طراح صحنه و لباس: آرزو غفوری، عکاس: محمد فوقانی و مدیر تدارکات: سعید میرزایی، سعید رضوی.

## داستان
زن میانسالی به نام ثریا (آزیتا حاجیان) که پانزده سال پیش شوهر خود را از دست داده‌است، در آشپزخانه بیمارستانی مشغول به کار است. او با سرهنگ (همایون ارشادی) که یکی از بیمارها بوده‌است، آشنا می‌شود و پس از درمان او، پنهانی با یکدیگر ازدواج می‌کنند. او مبلغ هنگفتی را به پسر سرهنگ (مهران احمدی) قرض می‌دهد و قرار می‌شود که سود پول را نیز از او بگیرد…